# Atenodor Kananites
Atenodor Kananites, Atenodoros Kananites, gr. Αθηνόδωρος Κανανίτης) (ur. ok. 74 p.n.e. – zm. 7 n.e.) – stoicki filozof. Urodził się w Cananie, koło Tarsu (w dzisiejszej Turcji). Ojcem jego był Sandon. Był uczniem Posejdoniosa z Rodos. 
Ucząc Oktawiana (przyszłego cesarza Augusta) w Apollonii zyskał na niego wpływ i w 44 p.n.e. udał się z nim do Rzymu. Po powrocie do Tarsu uzyskał wpływ na politykę miasta tworząc władze przychylne rzymianom. W czasie pobytu w Rzymie był nauczycielem późniejszego cesarza Klaudiusza.
Żadne z pism filozofa nie zachowało się. Informacje o nim pochodzą od Cycerona, z którym współpracował przy opracowywaniu De officiis (O powinnościach) oraz Strabona.